# U-FLY Alliance
U-FLY Allianceは、香港、中国本土、韓国の格安航空会社（LCC）によって構成されていた世界初のLCCによる航空連合であった。

## 概要
U-FLY Allianceは2017年時点で、加盟航空会社全体で129機運航し、18か国149の空港に就航、年間利用者は4400万人以上の利用者を記録している。加盟航空会社は、2020年までに合計で218機以上の航空機を保有することを目標としており、具体的には、雲南祥鵬航空が60機、中国西部航空も60機、香港エクスプレス航空が50機、ウルムチ航空が48機へとそれぞれの規模を拡大する計画を立てていた。なお、U-FLY Alliance設立時の航空会社は、すべて海南航空グループに所属していた。

## 歴史
2016年1月18日に香港エクスプレス航空、雲南祥鵬航空、ウルムチ航空、中国西部航空により、中国香港特別行政区を拠点として設立された。同年7月27日には、韓国の格安航空会社イースター航空が加盟した。しかし、2019年に主要な創設メンバーである香港エクスプレスがワンワールド加盟のキャセイパシフィック航空の完全子会社となり、U-FLY Allianceから脱退した。香港エクスプレス航空脱退後、U-FLY Allianceの公式サイトURLが無効となり、加盟各社のサイトにあったリンクは削除され、アライアンスは活動を停止した。

## 加盟航空会社
- 雲南祥鵬航空
- ウルムチ航空
- 中国西部航空
- イースター航空

### 旧加盟航空会社
- 香港エクスプレス航空（2019年脱退、キャセイパシフィック航空傘下に入ったため）